# 九州財務局
九州財務局（きゅうしゅうざいむきょく）は熊本県熊本市西区にある財務省の地方支分部局。熊本県、大分県、宮崎県、鹿児島県を管轄する。かつては南九州財務局という名称であったが、福岡県の北九州財務局と組織編制上の統合を行い、熊本側が本局、福岡側が福岡財務支局となった。金融庁長官より委託を受けて同庁の地方業務も担う。

## 管内財務事務所・出張所
- 九州財務局本局
  - 大分財務事務所
  - 宮崎財務事務所
  - 鹿児島財務事務所
    - 名瀬出張所

## 組織
- 財務局監察官
- 証券取引等監視官
- 総務部
  - 総務課
  - 会計課
  - 経済調査課
  - 財務広報相談室
  - 合同庁舎管理官
- 理財部
  - 主計第一課
  - 主計第二課
  - 理財課
  - 検査総括課
  - 検査指導官
  - 統括金融証券検査官
  - 金融監督第一課
  - 金融監督第二課
  - 金融監督第三課
  - 金融調整官
  - 融資課
- 管財部
  - 管財総括第一課
  - 管財総括第二課
  - 国有財産調整官
  - 審理課
  - 第一統括国有財産管理官
  - 第二統括国有財産管理官
  - 第三統括国有財産管理官
  - 統括国有財産監査官
  - 首席国有財産鑑定官
- 財務総合政策研究所南九州研修支所
  - 研修課
- 大分財務事務所
  - 総務課
  - 財務課
  - 理財課
  - 管財課
- 宮崎財務事務所
  - 総務課
  - 財務課
  - 理財課
  - 管財課
- 鹿児島財務事務所
  - 総務課
  - 財務課
  - 理財課
  - 管財課
  - 名瀬出張所
    - 管財課
    - 統括国有財産管理官